# Franak Viatchorka
Frantsichak Valiantsinavitch Viatchorka, dit Franak Viatchorka (en biélorusse : Францішак Валянцінавіч «Франак» Вячорка ; en russe : Франтишек Валентинович Вечёрко, Frantichek Valentinovitch Vetchiorko), né le 26 mars 1988 est un journaliste et homme politique biélorusse, conseiller de Svetlana Tikhanovskaïa. Il est également consultant pour l'U.S. Agency for Global Media.

## Biographie
Franak Viatchorka est né le 26 mars 1988, il est le fils de l'opposant Vintsouk Viatchorka. Il s'est ainsi impliqué depuis sa jeunesse dans des mouvements d'opposition au régime autoritaire d'Alexandre Loukachenko.
Franak Viatchorka a étudié au Lycée des humanités biélorusse (en), puis à la faculté de journalisme de l'Université d'État de Biélorussie, dont il est renvoyé pour activités politiques. Il poursuit son cursus à l'Université européenne des humanités exilée à Vilnius puis à l'Université de Varsovie et à l'American University.
En 2006, Franak Viatchorka joue dans le documentaire primé intitulé Leçon de Biélorussie qui relatait sa vie en tant que jeune militant pro-démocratie à l'approche des élections présidentielles de 2006 en Biélorussie.
Depuis 2008, Franak Viatchorka travaille pour la télévision par satellite indépendante, Bielsat TV, en tant que responsable des relations publiques. Il anime actuellement une émission d'actualités et d'analyse sur Radio Free Europe/Radio Liberty. Il a travaillé comme journaliste et rédacteur en chef pour plusieurs médias indépendants.
En 2009, Franak Viatchorka, comme d'autres militants, est enrôlé de force dans l'armée biélorusse bien qu'il ait été jugé médicalement inapte. Il crée un blog sur sa vie de militaire, qui connait un certain succès sur Internet.
En 2013, Franak Viatchorka est le co-scénariste et le second réalisateur d'un film de fiction produit par la société polonaise de production de documentaires et de longs métrages sur son passage dans l'armée biélorusse et la situation des autres jeunes conscrits. Le film, intitulé Vive la Biélorussie !, sort en Pologne au printemps 2013.
Franak Viatchorka est actuellement directeur créatif au service Biélorussie de Radio Free Europe/Radio Liberty et est vice-président de Digital Communication Network. Il travaille aussi comme consultant pour l'U.S. Agency for Global Media.
En janvier 2022, les autorités biélorusses chargent Franak Viatchorka, ainsi que les blogueurs Roman Protassevitch, Anton Motolko et Stepan Poutilo, de dix chefs d'inculpation : ils sont accusés d'organiser un complot pour prendre le pouvoir, d'inciter à la haine, d'organiser des émeutes de masse, de former des formations extrémistes, de haute trahison, ainsi que d'un certain nombre d'autres crimes graves.

## Reconnaissances
- « Personnalité de l'année », 2014, Nacha Niva : « Pour les efforts de promotion de l'identité nationale biélorusse »
- « 30 under 30 », 2013, National Endowment for Democracy : parmi les « jeunes leaders prometteurs, tous âgés de 30 ans ou moins, qui œuvrent pour un avenir démocratique dans 24 pays ».
- Prix national des droits de l'homme « Pour le courage personnel », 2009, Minsk, Biélorussie
- « Meilleur acteur » au Festival du film de Lviv (Ukraine) (2007)